# Мудрак Лариса Михайлівна
Лари́са Миха́йлівна Мудра́к (нар. 29 жовтня 1968, с. Лука, Київської області) — експерт з комунікацій вищого політичного рівня, політичний та громадський діяч, державний службовець 1-го рангу, медіаексперт, українська журналістка, публіцист, з 14 квітня по 4 червня 2021 року — Голова наглядової ради Українського культурного фонду.

## Життєпис
Освіта
З 1986 по 1991 роки навчалася на факультеті журналістики Київського університету імені Т. Шевченка.
У 1991 — 1992 рр. прослухала курс практичної персонології в університеті "Києво-Могилянська академія".
У 1999 — курс медійного менеджменту у Міжнародному інституті менеджменту мас-медіа у Сан-Франциско, США.
У 2010 — 2012 рр. закінчила Дипломатичну академію України.
Сім’я
Перебуває у шлюбі з Дегтярьовим Андрієм.
Виховує двох дітей: дочку Соломію та сина Дмитра.
Захоплюється інноваційними технологіями у сфері інформаційної політики та освіти, музейними платформами для знань, подорожами, українською національною вишивкою.

## Кар’єра
Медіа
Кар’єру Лариса Мудрак розпочинала у медіа сфері. 
З 1991 по 1992 роки працювала завідуючою відділу фантастики та заступником головного редактора журналу «Наука-Фантастика». 
У 1993 — 2000 роках була автором та ведучою програм української редакції Радіо Свобода: з 1993 по 1994 роки у Києві, з 1994 по 1995 роки у Мюнхені, з 1995 по 1997 у Празі та 1997 по 2000 знову у Києві.
У 1997 — 1999 роках була спецкореспондентом та телеведучою програми «Вікна» на телеканалах ТЕТ та  ICTV.   
З 1999 по 2002 роки працювала спецкореспондентом телепрограми «Перехрестя».  
У 2000 — 2002 роках керувала проектом «Український регіональний вісник».
У 2002 — 2005 роках була головним редактором, газети «Деловая неделя — Financial Times» у Києві. У 2003 році була шеф-редактор газети «Новое русское слово» та радіо «Народная волна» у місті Нью-Йорк, США.
Політична діяльність
У 2005 році Лариса Мудрак перейшла на державну службу.
Була прес-секретаркою та начальником управління зв'язків зі ЗМІ Міністерства України з питань надзвичайних ситуацій та у справах захисту населення від наслідків Чорнобильської катастрофи.
З 2005 по 2006 роки була першою заступницею керівника прес-служби Секретаріату Президента України.
З 2006 по 2007 роки — керівницею прес-служби Головної служби інформаційної політики Секретаріату Президента України.
У 2007 — 2010 роках — керівницею Головної служби інформаційної політики Секретаріату Президента України.
Указом Президента № 229/2010 з 23 лютого 2010 року Ларису Мудрак було призначено членом Національної ради України з питань телебачення і радіомовлення.
Комунікації вищого рівня
Лариса Мудрак займалася комунікаціями на вищому рівні.
У 2010 — 2014 роках була заступником Національної ради України з питань телебачення і радіомовлення. Брала участь у 220 регіональних тренінгах щодо запровадження проекту захисту дітей від потенційно-шкідливого контенту на ТБ, впровадження цифрового телебачення та нових медіа.
Є автором подкасту «Українські герої» на «Громадському».
З 2011 по 2014 роки Лариса Мудрак представляла Україну в Керівному Комітеті Ради Європи з питань медіа та інформаційного суспільства.
Починаючи з 2015 року є незалежною медіа-експерткою та партнеркою з розвитку ФБН Україна.
З 2015 року і по нині — СЕО в Family Business Network Ukraine.
З 2016 року і по нині — президент в Win Win Communication.
Громадська діяльність
Лариса Мудрак з 2002 року є членом Українського медіа-клубу та НСЖУ. 
З 2003 року — член громадської ради проєкту «Стипендія ім. Анатолія Москаленка» Фонду «Україна 3000».
З 2014 по 2015 роки була волонтером-менеджером з питань розвитку Громадського Радіо.
2014 — 2015, 2016 — 2017 — член Координаційної Ради Aspen Ukraine Initiative.
У 2014 році брала участь у семінарі від Aspen “Відповідальне лідерство”.
Мудрак — волонтер становлення найбільшої в Україні інституції “Мистецький Арсенал”, створеної за ініціативи президента України Віктора Ющенка.
Благодійність
З 2008 і по сьогодні — віце-президент асоціації благодійників України.
Голова наглядової ради УКФ
14 квітня 2021 року наказом Міністерства культури та інформаційної політики Ларису Мудрак призначено головою Українського культурного фонду. Під її головуванням 27 квітня Наглядова рада провела повторний конкурс на посаду Виконавчого директора УКФ, в якому переміг Владислав Берковський.
Невдовзі на своєму засіданні Наглядова рада відхилила низку проектів з найвищими експертними оцінками, через що наразилась на критику представників культурного сектору та звинувачення в підміні прозорих процедур ручним управлінням.  
Після оприлюднення протоколів сотні культурних менеджерів та митців підписали звернення до Президента України та Уряду, вимагаючи розпуску наглядової ради та скасування незаконних рішень. З такими ж вимогами до Президента звернулись і сотні експертів — членів експертних рад УКФ. Свій критичний аналіз подій навколо УКФ висловили Ольга Балашова, Євгенія Нестерович, Вікторія Бавикіна та Ірина Подоляк. У відповідь на відкритий лист Ольги Балашової Лариса Мудрак оприлюднила лист-відповідь.
4 червня Лариса Мудрак подала заяву про відставку зі складу Наглядової ради.

## Нагороди
- 2003 — Лауреат загальнонаціональної програми «Людина року — 2003» в номінації «Журналіст року в галузі друкованих ЗМІ».[46]
- Заслужений журналіст України[14]